# Orocrambus angustipennis
Orocrambus angustipennis là một loài bướm đêm thuộc họ Crambinae. Nó được tìm thấy ở New Zealand, nơi nó được biết đến từ Đảo Bắc, Đảo Nam và quần đảo Chatham.
Sải cánh dài 34–40 mm đối với con đực và 44–50 mm đối với con cái. Con trưởng thành bay từ tháng 11 đến tháng 3 làm hai đợt mỗi năm.
Ấu trùng ăn Cortaderia, bao gồm Cortaderia selloana và Cortaderia toetoe. 